# Fleta
Ким Бён Сон (кор. 김병선, род. 2 сентября 1999), более известный под своим никнеймом Fleta (кор. 플레타) — бывший корейский профессиональный игрок в Overwatch, игравший на героях урона, с 2023 года — киберспортивный тренер. С его участием сборная Республики Кореи победила на 2018 Overwatch World Cup, а команда Shanghai Dragons стала чемпионом мира 2021 года по версии Overwatch League. Также Ким был назван самым ценным игроком Overwatch League по итогам сезона 2020 года.

## Биография
Ким родился 2 сентября 1999 года. Он принимал участие в 2—4 сезонах корейской лиги OGN Overwatch APEX в составе команды Flash Lux. По результатам девяти месяцев выступлений Ким совершил больше добиваний, чем все остальные участники его команды вместе взятые; тем не менее, команда не смогла выиграть ни одного матча в групповой стадии, закончив выступление со счётом 0:9.
В октябре 2017 года Ким подписал контракт с корейской командой Lunatic-Hai. Спустя пять дней Ким с командой выиграл OGN Seoul Cup, одержав победу над Miraculous Youngster и Cloud 9 KongDoo.

### Seoul Dynasty
Спустя несколько дней Ким перешёл в сеульскую команду Seoul Dynasty, чтобы принять участие в новой Overwatch League, организуемой Blizzard Entertainment. В начале сезона 2018 года Ким выступал так хорошо, что мог претендовать на звание самого ценного игрока лиги, однако к концу года его уровень игры упал. Несмотря на то, что Seoul не смогла выйти в плей-офф ни одной стадии Overwatch League, Ким возглавил корейский дивизион на 2018 All-Star Game.
В конце 2018 года Ким попал в сборную Республики Корея на 2018 Overwatch World Cup. Не проиграв ни одного матча, сборная дошла до финала турнира, проводимого в рамках BlizzCon 2018, где обыграла сборную Китая со счётом 4:0.
Во время первых трёх стадиях сезона Overwatch League 2019 года самым оптимальным составом было три танка и три героя поддержки. Поскольку герои урона показывали себя хуже, Ким большую часть времени играл на танке Заря и герое поддержки Бригитта, и часто оставался в рядах запасных игроков. К четвёртой стадии в правилах турнира был зафиксирован состав команд — два танка, два героя урона и два героя урона; Ким стал чаще показываться в играх, в основном играя за Мэй. Seoul закончили сезон в первом раунде нижней сетки стадии плей-офф, в которой они проиграли Hangzhou Spark со счётом 1:4. На 2019 All-Star Game Ким вновь возглавил корейский дивизион.

### Shanghai Dragons
В ноябре 2019 года Ким перешёл в Shanghai Dragons. В сезоне Overwatch League 2020 года Ким впервые за карьеру стал чемпионом турнира OWL, обыграв в финале May Melee свою бывшую команду Seoul Dynasty со счётом 4:3. Ким с командой также дошли до финала Summer Showdown, где проиграли команде Guangzhou Charge. В финале Countdown Cup команда обыграла в финале Hangzhou Spark, получив вторую победу за сезон. По результатам основного сезона, Ким был третьим лучшим игроком по числу убийств в минуту (2,01), а также пятым лучшим по количеству добиваний (1084), по соотношению добиваний к смертям (2) и по количеству убийств (2529). Команда закончила сезон с лучшим счётом 27:2 и прошла в плей-офф сезона, в нижней сетке которого проиграла Seoul Dynasty и вылетела с турнира. По итогам 2020 года Ким в третий раз подряд попал на 2020 All-Star Game, получил Role Star за игру на героях урона, и был назван самым ценным игроком Overwatch League 2020 года
В сезоне 2021 года Ким стал победителем ещё двух турниров OWL, обыграв Dallas Fuel со счётом 4:3 в финале June Joust и Chengdu Hunters со счётом 4:1 в финале Summer Showdown; по итогам фанала последнего турнира он был назван самым ценным игроком матча. Ким был номинирован на звание самого ценного игрока сезона. 26 сентября 2021 года он получил свой первый чемпионский титул, когда Shanghai Dragons обыграла команду Atlanta Reign в гран-финале Overwatch League со счётом 4:0.
В марте 2023 года Dragons анонсировали переход Кима на роль танка. 27 июня было объявлено о завершении киберспортивной карьеры Кима и его переходе на тренерскую должность.

## Признание
23 марта 2021 года Blizzard выпустила облик на Эхо в честь Fleta, получившего звание «самый ценный игрок». Это был последний случай, когда облик на героя был посвящён конкретному киберспортсмену.
По результатам игры Кима в составе команды Flash Lux, в честь него был назван термин Fleta Deadlift — он обозначал ситуацию, когда один игрок совершает больше половины добиваний в своей команде. Кроме того, способность Кима играть на большом наборе героев привела к появлению слогана «Fleta is the Meta», который скандировали фанаты Seoul Dynasty в сезоне 2018 года.